# Kvadrant
I den analytiske plangeometri er en kvadrant én af de fire kvadranter som koordinatakserne deler et retvinklet koordinatsystemet i.

## Matematisk beskrivelse
De fire kvadranters inddeling kan beskrive matematisk, som værende alle de punkter {\displaystyle (x,y)} der ligger indenfor hver kvadrant:
- 1. kvadrant: Alle punkter {\displaystyle (x,y)} hvor {\displaystyle x>0} og {\displaystyle y>0}
- 2. kvadrant: Alle punkter {\displaystyle (x,y)} hvor {\displaystyle x<0} og {\displaystyle y>0}
- 3. kvadrant: Alle punkter {\displaystyle (x,y)} hvor {\displaystyle x<0} og {\displaystyle y<0}
- 4. kvadrant: Alle punkter {\displaystyle (x,y)} hvor {\displaystyle x>0} og {\displaystyle y<0}

Kvadranterne nummereres, per tradition, i positiv omløbsretning (korrekt matematisk notation – mod uret).